# Supercopa de Austria
La Supercopa Austríaca de fútbol (Austria T-Mobile Supercup) era una competición futbolística disputada anualmente en Austria entre 1986 y 2008 (esta última no oficial) por los campeones de la liga y la Copa de Austria.

## Palmarés
| Temporada | Campeón             | Resultado         | Subcampeón         | Sede de la final                         |
| --------- | ------------------- | ----------------- | ------------------ | ---------------------------------------- |
| 1986      | SK Rapid Viena      | 3 - 1             | FK Austria Viena   | Gerhard-Hanappi-Stadion, Viena           |
| 1987      | SK Rapid Viena      | 2 - 1             | FC Swarovski Tirol | Gerhard-Hanappi-Stadion, Viena           |
| 1988      | SK Rapid Viena      | 1 - 1 (4-2 pen.)  | Kremser SC         | Kremser Stadion, Krems                   |
| 1989      | FC Admira Wacker    | 1 - 1 (4-1 pen.)  | FC Swarovski Tirol | Innsbrucker Tivoli, Innsbruck            |
| 1990      | FK Austria Viena    | 5 - 1             | FC Swarovski Tirol | Linzer Stadion, Linz                     |
| 1991      | FK Austria Viena    | 3 - 0             | SV Stockerau       | Stadion Alte Au, Stockerau               |
| 1992      | FK Austria Viena    | 1 - 1 (6-5 pen.)  | FC Admira Wacker   | Stadion Wiener Neustadt, Wiener Neustadt |
| 1993      | FK Austria Viena    | 1 - 1 (4-2 pen.)  | FC Tirol Innsbruck | Stadion Birkenwiese, Dornbirn            |
| 1994      | SV Austria Salzburg | 2 - 1             | FK Austria Viena   | Alpenstadion, Kapfenberg                 |
| 1995      | SV Austria Salzburg | 2 - 1             | SK Rapid Viena     | Alpenstadion, Kapfenberg                 |
| 1996      | SK Sturm Graz       | 1 - 0             | SK Rapid Viena     | Alpenstadion, Kapfenberg                 |
| 1997      | SV Austria Salzburg | 1 - 0             | SK Sturm Graz      | Linzer Stadion, Linz                     |
| 1998      | SK Sturm Graz       | 4 - 0             | SV Ried            | Wörtherseestadion, Klagenfurt            |
| 1999      | SK Sturm Graz       | 1 - 1 (6-5 pen.)  | LASK Linz          | Arnold Schwarzenegger-Stadion, Graz      |
| 2000      | Grazer AK           | 2 - 0             | FC Tirol Innsbruck | Tivoli Stadion Tirol, Innsbruck          |
| 2001      | FC Kärnten          | 0 - 0 (10-9 pen.) | FC Tirol Innsbruck | Tivoli Stadion Tirol, Innsbruck          |
| 2002      | Grazer AK           | 3 - 0             | SK Sturm Graz      | Arnold Schwarzenegger-Stadion, Graz      |
| 2003      | FK Austria Viena    | 2 - 1             | FC Kärnten         | Franz-Horr-Stadion, Viena                |
| 2004      | FK Austria Viena    | 1 - 1 (4-2 pen.)  | Grazer AK          | Arnold Schwarzenegger-Stadion, Graz      |
| 2008      | SK Rapid Viena      | 7 - 1             | SV Horn            | Ernst-Happel-Stadion, Viena              |

## Títulos por club
| Club                | Títulos | Años Campeón                       |
| ------------------- | ------- | ---------------------------------- |
| FK Austria Viena    | 6       | 1990, 1991, 1992, 1993, 2003, 2004 |
| SK Rapid Viena      | 4       | 1986, 1987, 1988, 2008             |
| SV Austria Salzburg | 3       | 1994, 1995, 1997                   |
| SK Sturm Graz       | 3       | 1996, 1998, 1999                   |
| Grazer AK           | 2       | 2000, 2002                         |
| FC Admira Wacker    | 1       | 1989                               |
| FC Kärnten          | 1       | 2001                               |